# بخش بلک کریک (شهرستان مرسر، اوهایو)
بخش بلک کریک (به انگلیسی: Black Creek Township) یک منطقهٔ مسکونی در ایالات متحده آمریکا است که در شهرستان مرسر، اوهایو واقع شده‌است.
 بخش بلک کریک ۹۲٫۶ کیلومتر مربع مساحت و ۶۳۱ نفر جمعیت دارد و ۲۴۵ متر بالاتر از سطح دریا واقع شده‌است.